# バヤン・クトゥク
バヤン・クトゥク（モンゴル語：ᠪᠠᠶᠠᠨᠬᠤᠲᠤᠭ, ラテン文字転写: Bayan Khutugh）は、元の恵宗トゴン・テムルの2番目の皇后。漢文史料では伯顔忽都と記される。

## 生涯
コンギラト部の出身。武宗カイシャンの皇后であった宣慈皇后ジンゲの侄、毓徳王ボロト・テムル（アルチの子孫）の娘。元統3年（1335年）、恵宗の皇后であったダナシリの長兄テンギスが反乱を起こすと、ダナシリは右丞相のバヤンによって鴆毒を飲まされて殺された。
後至元3年3月17日（1337年4月18日）、バヤン・クトゥクは恵宗によって皇后に封じられた。恵宗は寵愛していた高麗貢女出身の奇氏を皇后に立てるつもりでいたが、右丞相バヤンの強硬な反対を受けて、有力部族であったコンギラト部出身のバヤン・クトゥクを皇后とした。恵宗との間に一男チンキムを儲けたが、2歳で夭折した。恵宗がバヤン・クトゥクのいる東内に足を運ぶことは少なく、奇氏のいる興聖西宮にたびたび赴いた。奇氏が後至元5年（1340年）に男子アユルシリダラを産んだことで恵宗の奇氏への寵愛はますます深まり、奇氏は第二皇后に冊立された。
バヤン・クトゥクは慎み深く質素で、妬むことを忌み嫌い礼法を重んじた。ある時恵宗が上都に行幸したとき、バヤン・クトゥクの元に赴こうとして、宦官を遣わして皇后にその旨を伝えさせたが、「夜が暮れては陛下のいらっしゃる時ではありません」と拒んだ。恵宗はその後も何度も宦官を遣わしたが、皇后の返事は変わらなかったため、恵宗はバヤン・クトゥクを更に重んじたという。またある時、恵宗が「中政院の銭糧を与える用意があるが、皇后は今回も断るだろうか？」と聞くと、バヤン・クトゥクは「私が書くことがあれば書きました。入って来るものを管理するとき、きっと私人を選ばなければする私がどうしてその仕事をうまくこなすことができるでしょうか」 と答えたという。
至正25年（1365年）8月に42歳で死去。バヤン・クトゥクの遺した衣装があまりにも質素なのを見た奇氏は「正宮皇后（バヤン・クトゥク）がどうしてこのような服を着ていたのか！」と大笑いし、太原から戻ってきた皇太子アユルシリダラは大いに哭いてバヤン・クトゥクの死を悲しんだという。